# 人民主権党
人民主権党（じんみんしゅけんとう、インドネシア語: Partai Daulat Rakyat 英語: People's Sovereignty Party 略称: PDR）は、かつて存在したインドネシアの政党。1999年のインドネシア総選挙では42万7854票を獲得して2004年まで2議席を確保していた。
のちにインドネシア海外労働者派遣保護庁（BNP2TKI）の庁長などを務める労働活動家のジュンフア・ヒダヤ（Jumhur Hidayat）は解散まで事務総長についていた。選挙基準に達していないとの理由で2004年の選挙に参加できず解散となった。